# Велонасос

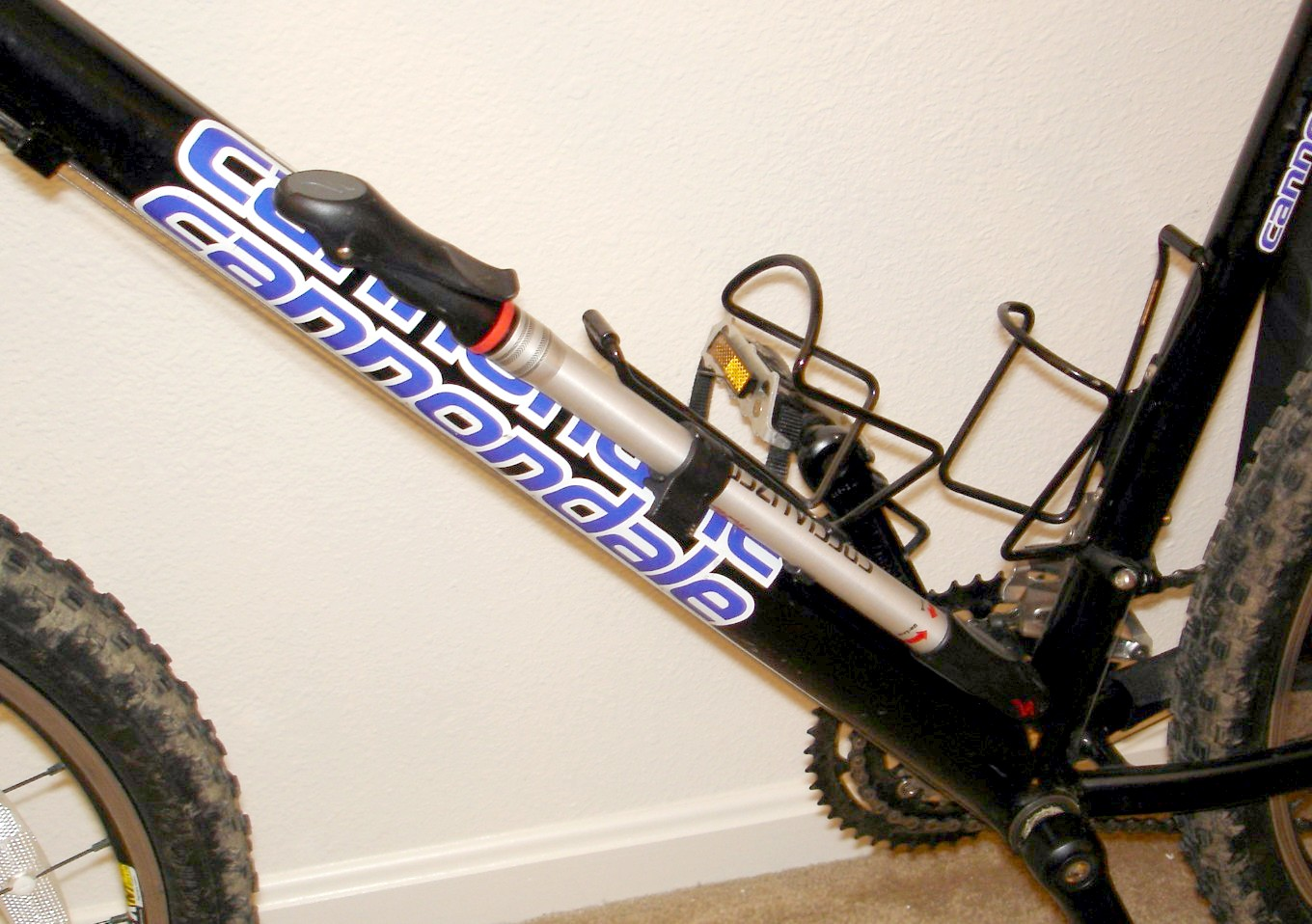
Портативный велонасос на раме велосипеда

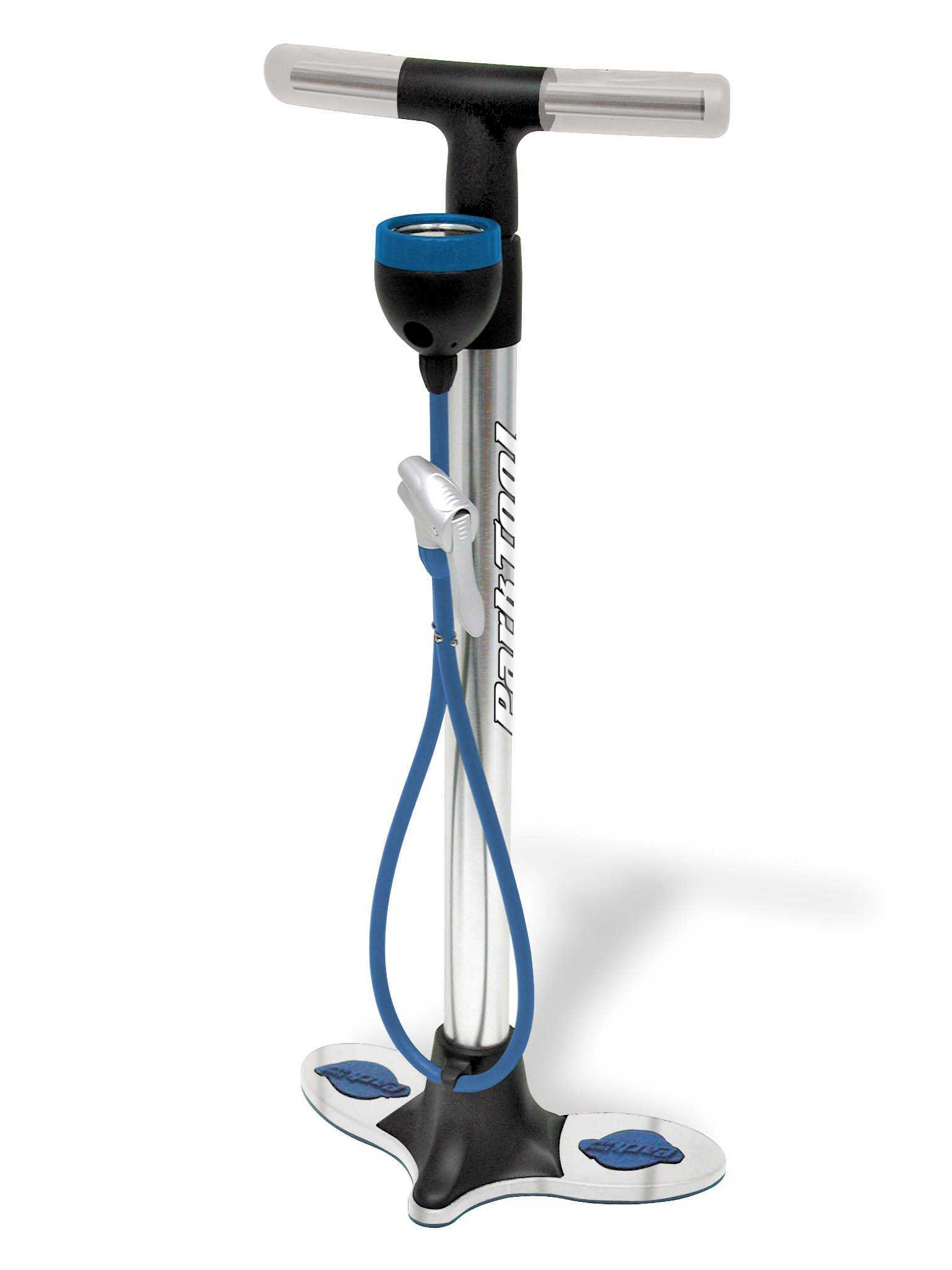
Ручной напольный насос

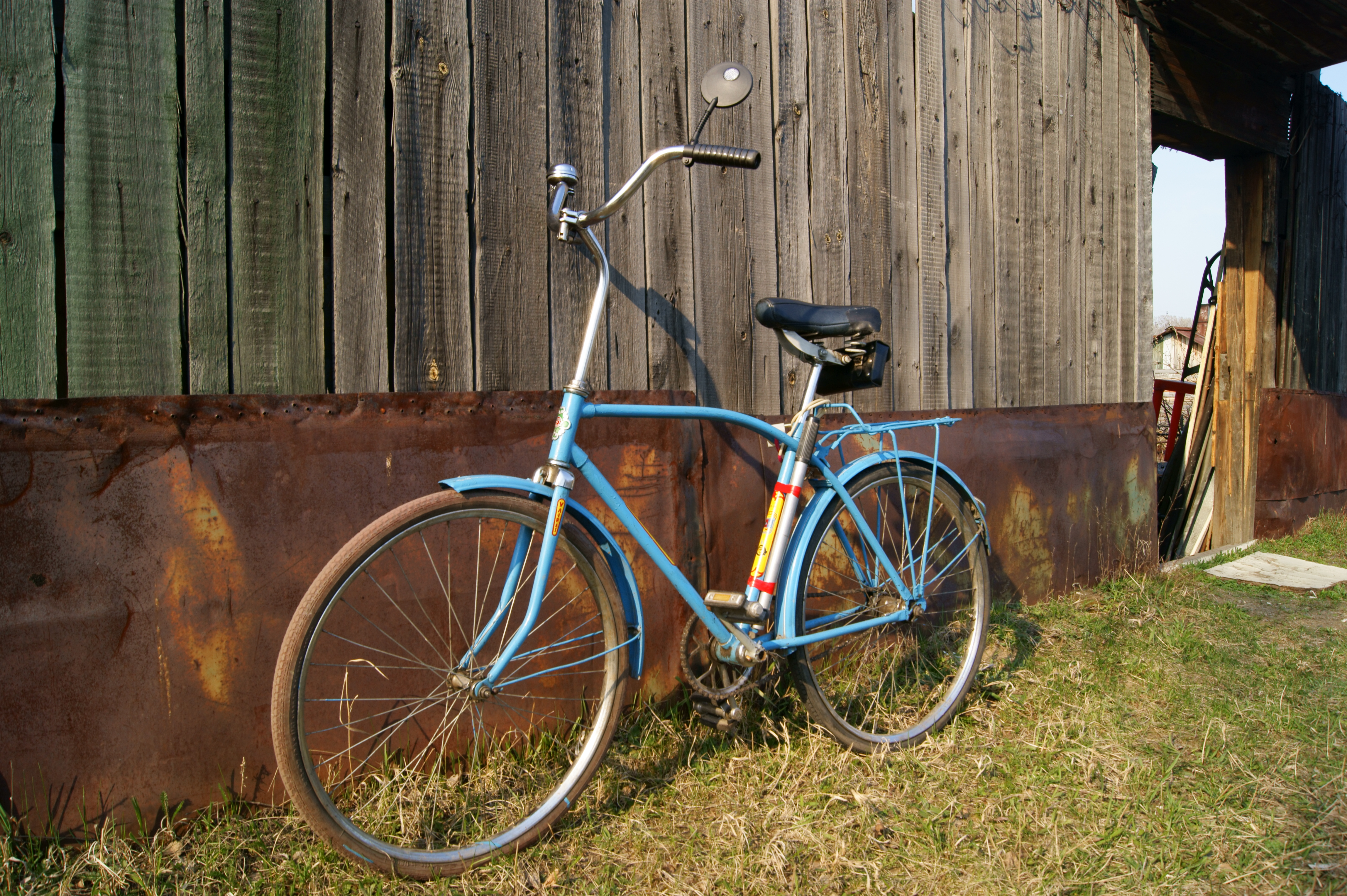
советский алюминиевый портативный велонасос на раме велосипеда «Орлёнок»

Велонасос — ручной или ножной воздушный насос для накачки велосипедных шин. Оснащается адаптером для соединения со штуцером велосипедной камеры.
Велонасос накачивает воздух с помощью поршня. Во время хода вверх поршень всасывает атмосферный воздух через односторонний клапан. Во время нисходящего хода поршень вытесняет воздух из насоса в велосипедную шину. Отдельные типы насосов имеют встроенный манометр для индикации давления в шинах.
Первые велонасосы, как считается, появились около 1887 года вместе с первыми надувными шинами Джона Бойда Данлопа в Шотландии.
Также камеры можно накачивать ножным насосом и компрессором. В последнем случае требуется соблюдать осторожность, так как большое давление и объём поступающего воздуха могут привести к разрыву камеры.